# MicroBTX
A MicroBTX (más néven uBTX) egy számítógép alaplap architektúra.
Egy microBTX alaplap mérete 264x267mm, és egészen 4 bővítő helyig támogatott a szabvány szerint.

## Külső hivatkozások
- http://www.anandtech.com/printarticle.aspx?i=2276, 11. oldal

## Fordítás
Ez a szócikk részben vagy egészben  a   MicroBTX című angol Wikipédia-szócikk ezen változatának fordításán alapul.  Az eredeti cikk szerkesztőit annak laptörténete sorolja fel. Ez a jelzés csupán a megfogalmazás eredetét és a szerzői jogokat jelzi, nem szolgál a cikkben szereplő információk forrásmegjelöléseként.